# Дванадцяткова система числення
Дванадцяткова система числення (Дуодецимальна) — позиційна система числення з основою 12. Використовуються цифри 0, 1, 2, 3, 4, 5, 6, 7, 8, 9, A, B. У іншій системі позначення, для відсутніх цифр використовують не A і B, а t (від англ. ten — десять) і e (від англ. eleven — одинадцять).
Число 12 могло б бути дуже зручною основою системи числення, оскільки воно ділиться без залишку на 2, 3, 4 і 6. Число ж 10 — основа десяткової системи числення без залишку ділиться лише на 2 і 5.
Деякі народи Нігерії та Тибету використовують дванадцяткову систему числення. Деякі вчені вважають, що така система виникала в них з підрахунку фаланг на руці великим пальцем.
Перехід до дванадцяткової системи числення пропонувався в часи Великої французької революції, на засіданнях Революційної комісії з ваг і мір. У 1944 році було організовано Дванадцяткове товариство Америки, що об'єднало активних прихильників однойменної системи числення. Проте, головним аргументом проти цього завжди служили, очевидно, величезні витрати, і неминуча плутанина при переході.
Елементом дванадцяткової системи в сучасності може служити рахунок дюжинами. Перші три степені числа 12 мають власні назви:
- 1 дюжина = 12 штук
- 1 гросс = 12 дюжин = 144 штуки
- 1 маса = 12 гроссів = 1728 штук

Дванадцяткова система числення виникла у давньому Шумері.
Згідно з однією гіпотезою, число 12 відповідає кількості фаланг чотирьох пальців на руці, якщо рахувати їх великим пальцем.

## Згадка у фантастиці
Дванадцяткова система числення згадується і у фантастичній літературі:
- застосовується ельфами у книгах Дж. Р. Р. Толкіна.
- використовується расою, що заселила Землю, після експансії людей в галактику в романі Уолтера Міллера «Банк крові».
- використовується людьми майбутнього в романі Герберта Веллса «Коли сплячий прокинеться», новелі Гаррі Гаррісона «Історія кінця» і оповіданні Джеймса Бліша «Манікюр».
- використовують таку систему і марсіани у романі Курда Лассвіца «На двох планетах».